# Kevin Smith
 Denne artikel bør gennemlæses af en person med fagkendskab for at sikre den faglige korrekthed.

Kevin Patrick Smith (født 2. august 1970) er en amerikansk manuskriptforfatter, filminstruktør, filmproducer, tegneserieforfatter, komiker, skuespiller, og skaberen af View Askew Productions.
Smith er kendt for sine popkulturreferencefyldte film fra New Jersey, og hvor handlingerne i filmene ofte bliver knyttet sammen med fælles figurer eller situationer. Smiths film er kendt for at have sin store styrke i karaktererne og dialogen.
Smith er også kendt for at være meget frittalende, som kommer til syne gennem hans blog eller gennem en af hans mange promoveringsturneer på amerikanske colleger. Han beskriver i detaljer meget personlige detaljer fra sit privatliv, og også om hvordan livet i Hollywood forholder sig.

## Før gennembruddet
Kevin Smith voksede op i Highlands i New Jersey med sine forældre Donald og Grace Smith. Efter at have fuldført Henry Hudson Regional School, begyndte Smith på New School for Social Research i New York for at studere kreativ skrivning. Men han droppede ud, og begyndte senere på Vancouver Film School. Der mødte han sin kommende ven og producent Scott Mosier. På skolen lavede han sin første film, Mae Day: The Crumbling Of A Documentary fra 1992. Filmen er en kortfilm om hvordan han egentlig skulle lave en dokumentar om en person med transseksualitet som skulle bekræfte sit køn. Men personen med transseksualiteten forsvandt, så hans mislykkede forsøg blev filmet i stedet. Ikke længe efter blev Smith desillusioneret over skolen, og tog hjem. Men først aftalte han med Mosier at den første, der blev færdig med sit første manuskript skulle lave filmen med den anden som producent.
Efter at have returneret til New Jersey, begyndte Smith at arbejde på en lokal Quick Stop, som inspirerede ham til at skrive sin første film, Clerks. fra 1994. Han klarede at skrabe $27 000, sammen gennem forældre, kreditkort, lån og forsikrings-udbetalinger (Smith fik ødelagt to biler under en flom under indspilningen af filmen) og salget af sin tegneseriesamling. Smith og Mosier (som ikke var blevet færdig med sit manuskript) begyndte indspilningen af sort/hvid-filmen. For at spare penge, hyrede de venner og kendte til at udfylde rollerne, og indspillede filmen om natten i butikken hvor Smith arbejdede.

## Clerks.ogMallrats
Clerks. blev vist på Sundance Film Festival i 1994, hvor den blev belønnet med en «Filmmakers Trophy», og blev opkøbt af Miramax. Filmen fik oprindelig 17-årsgrænse i USA og var den første film som fik denne censur, baseret på grund af groft sprogbrug og Miramax og Smith gik rettens vej mod Motion Picture Association of America for at sænke aldersgrænsen siden en så høj aldersgrænse er meget skadelig for indtjening af film (blandt andet ville videokæden Blockbusters ikke modtage disse film). De fik den sænket til en R, og filmen blev en succes i de uafhængige filmkredse, før den også blev udgivet nationalt i 1994.
Filmen var en af de første uafhængige filme, der slog igennem efter at være blevet vist på Sundance, og var med til at tilføre en ny interesse for festivalen samtidig med at Smith blev et idol for unge og nykommende filmskabere som ikke fik produceret sine film gennem de store studier.
I 1995 skrev og instruerede han filmen Mallrats, om to slackere, der hænger ud ved et indkøbscenter. Filmen blev produceret af Universal Pictures som en studiefilm, og havde Shannen Doherty og Ben Affleck i nogen af rollerne. Smith blev tvunget til at fraklippe flere scener og omskrive dele af handlingen for at appellere til filmselskabet, men filmen blev ingen succes hverken hos publikum eller kritikere til trods for dette. Smith ville lave filmen som naturlig forlængelse af Clerks., men Universal ville hellere have en «intelligent Porky's». Scener, som der blev fraklippet var blandt andet en hvor Silent Bob (spillet af Smith) onanerer mens han ser Gwen (Joey Lauren Adams) prøver tøj i en tøjbutik, og ejakulerer i hendes hår, og en scene hvor en gruppe diskuterer hvad deres værste oralsexoplevelse har været.
Filmen blev en nedtur efter Clerks og filmkritikeren Kenneth Turan har skrevet at hvis der nogensinde skulle blive holdt en kurs i hvad en filmmager ikke skulle gøre efter et gennembrud, så burde Mallrats være basis for den undervisning.

## Chasing AmyogDogma
Efter studiefloppet Mallrats, ville Smith tilbage til det han følte han kunne. Han skrev historien til Chasing Amy, og prøvede at sælge den til Miramax (som købte Clerks). Men de ville bestemme hvem som skulle medvirke i den selv hvis de skulle finansiere budgettet på $3 millioner. Smith ville ikke lade sig blive kørt over en gang til, og valgte i stedet ar nedsætte budgettet til $250 000 for at filme sin version. Filmen blev en succes (den indtjente over $12 millioner i USA, og mange kritikere blev overrasket over dybden i filmen siden den er del tre af New Jersey-trilogien af Smith. Smith har siden udtalt at Clerk havde fået så meget ros, og Mallrats så meget kritik, at det var meget befriende at lave en film som ikke kunne blive lige så elsket/hadet som sine forgængere. Til Independent Spirit Awards i 1998 fik filmen to priser, for bedste manuskript og for bedste mandlige birolle til (Jason Lee).
Mens han filmede Chasing Amy, havde Smith datet hovedrolleindehaveren Joey Lauren Adams. De slog op i 1997, og et år senere mødte han Jennifer Schwalbach, en reporter fra USA Today som skulle interviewe ham. De blev et par, og giftede sig på Skywalker Ranch mens Schwalbach var gravid. De fik sammen datteren Harley Quinn Smith, opkaldt efter en af Batmans fjender.
I 1999 blev Smiths kontroversielle film Dogma udgivet. Filmen var oprindelig planlagt efter Clerks, men blev udsat på grund af sit ømtålelige emne. Filmen følger en desillusioneret katolsk kvinde (Linda Fiorentino), som er blevet valgt ud til at stoppe to faldne engle (Ben Affleck og Matt Damon) i at komme tilbage til himmelen gennem et smuthul skabt af den katolske kirke i et PR-fremstød. Filmen vakte vilde protester fra flere katolske grupperinger (specielt Catholic League for Religious and Civil Rights), længe før filmen blev udgivet, som hævde filmen var anti-katolsk og blasfemisk. Flere demonstrationer blev holdt mod filmen, og Smith som selv er katolik, hævdede demonstrationerne kun blev holdt for at protestgrupperne kunne komme i medierne. Han deltog selv i en af demonstrationerne sammen med vennen Bryan Johnson med skiltet "Dogma Is Dogshit", og ble interviewet som demonstrant af en lokal tv-station. Demonstrationerne blev imidlertid fulgt op med mindst tre dødstrusler rettet mod Bob og Harvey Weinstein, som fik dem til at droppe filmen fra Miramax, og den blev distribueret gennem Lions Gate Films. Filmen havde Smiths største budget hidtil ($10 millioner), og blev en moderat succes, da den indtjente $30 millioner. Miramax havde nok håbet på en større indtjening med Affleck og Damon, begge i store roller i filmen.
I 2000 satte Smith og Mosier sig ned sammen med tv-skribenten David Mandel og udviklede en animationsserie baseret på Clerks. Ideen ble sendt rundt til de amerikanske tv-stationer, og de fik tilbud fra ABC og UPN. Efter råd fra Harvey Weinstein valgte de ABC (som ejes af Disney, som også ejer Miramax), men de sendte kun to af de syv producerede episoder. Serien blev udgivet på DVD, og fandt en ny fanskare der.

## Jay and Silent Bob Strike BackogJersey Girl
I 2001 udgav Smith det han hævdede var den sidste film med Jay and Silent Bob (som også var tilfælde med Chasing Amy), Jay and Silent Bob Strike Back, hvor de to unge mænd, tager til Hollywood for at kræve penge de har krav på efter at tegneserien baseret på dem, er i gang med at blive filmatiseret til spillefilm. Filmen er fyldt med interne jokes og gæsteoptrædener, og bliver af Smith regnet som en gave til fansene. Filmen indeholder både faste Ask Viewiveseveteraner og etablerede skuespillere som Shannon Elizabeth, Eliza Dushku, Will Ferrell, Judd Nelson, George Carlin, Carrie Fisher, Seann William Scott, Jon Stewart, Jules Asner, Steve Kmetko, Tracy Morgan, Gus Van Sant, Chris Rock, Jamie Kennedy, Wes Craven, Shannen Doherty, Mark Hamill, Diedrich Bader, Alanis Morissette, Morris Day & The Time, Jason Biggs og James Van Der Beek. The Gay and Lesbian Alliance Against Defamation var imidlertid ikke lige så begejstret og mente at filmens humor var på bekostning af homoseksuelle. Smiths forvarede at filmens hovedpersoner var en satire over unge idioter.
Smith bruger meget tid på colleger og tegneseriesamlinger for at promovere sine film. For at dokumentere nogen af disse samtaler med publikum, og fordi han ikke rækker over alt, blev flere spørgsmålsrunder filmet og udgivet som DVDen An Evening with Kevin Smith. Dette blev meget populært blandt fansene, og der udkomme en ny DVD i forbindelse med lanceringen af Clerks II, optaget i London og Toronto, der hed An Evening With Kevin Smith 2: Evening Harder.
Jersey Girl, udgivet i 2004, er Smiths første spillefilm udenfor View Askewiverse. Filmen handler om hvordan en mand (Ben Affleck) håndterer at opdrage sin datter efter at hans kone (Jennifer Lopez) dør. Filen er en dramakomedie, og fik blandede anmeldelser. Smith har kaldt dette sin farskabs-film, og fandt bittersød trøst i at han kunne dele denne film med sin egen far før han døde.

## Nyere tid
I 2005 begyndte Smith indspilningen af Clerks II, som havde premiere sommeren 2006. Han medvirkede også i sin ven Richard Kellys film Southland Tales, hvor han spiller den benløse krigsveteran Simon Thiery. Han optrådte i sin første hovedrolle i filmen Catch and Release, hvor han spillede sammen med Jennifer Garner. Han udgav også sin første bog, Silent Bob Speaks, en samling essays om populærkultur.
Kevin Smith publicerer også sin podradioudsendelse SModcast, sammen med Scott Mosier, en gang om ugen.
I oktober 2008 havde Kevin Smiths seneste film Zack and Miri Make a Porno amerikansk premiere. Hovedrollerne spilles af Seth Rogen og Elizabeth Banks. Smith annoncerede ved Sundance Film Festival i 2011 at han vil turnere rundt forskellige steder og vise hans nyeste film "Red State", en gyserfilm som han selv distribuerer.
D. 23. januar udtalte Kevin Smith på Sundance Film Festival, at han ville trække sig som instruktør når han har færdiggjort sin næste film Hit Somebody, og i stedet fokusere på at hjælpe andre upcoming instruktører.

## Filmografi

### Forfatter
- Clerks (1994)
- Mallrats (1995)
- Chasing Amy (1997)
- Coyote Ugly
- Superman Lives
- The Six Million Dollar Man
- The Green Hornet
- Clerks: Sell Out
- Dogma (1999)
- Jay and Silent Bob Strike Back (2001)
- Jersey Girl (2004)
- Clerks II (2006)
- Daredevil, Vol. 1: Guardian Devil (2003)
- Roadside Attractions (2002)
- The Concert for New York City
- Hiatus (1996, tv-film)
- Overnight Delivery 1997
- Mae Day: The Crumbling of a Documentary
- Ranger Danger and the Danger Rangers (2008)
- Hating Hal
- The Flying Car (2002)
- Clerks: The Lost Scene (2004)

### Instruktør
- Mae Day: The Crumbling of a Documentary (1992)
- Clerks (1994)
- Mallrats (1995)
- Chasing Amy (1997)
- Dogma (1999)
- Jay and Silent Bob Strike Back (2001)
- Jersey Girl (2004)
- Clerks II (2006)
- The Concert for New York City
- Ranger Danger and the Danger Rangers (2008)
- The Flying Car (2002)
- Clerks: The Lost Scene (2004)

### Producer
- Clerks
- Mallrats (ikke krediteret)
- Drawing Flies
- A Better Place
- Chasing Amy (ikke krediteret)
- Good Will Hunting (co-producer)
- Dogma (ikke krediteret)
- Vulgar
- Jay and Silent Bob Strike Back (ikke krediteret)
- Jersey Girl (ikke krediteret)
- Clerks II
- Sucks Less with Kevin Smith (producent) (6 episoder, 2006)
- Small Town Gay Bar (2006) (producent)
- Reel Paradise (2005) (producent)
- Clerks: The Animated Series (producent) (2 episoder, 2000-2001)
- Judge Not: In Defense of Dogma (2001) (producer)
- Tail Lights Fade (1999) (producent) (ikke krediteret)
- Big Helium Dog (1999) (producent)
- A Better Place (1997) (producent)
- Mae Day: The Crumbling of a Documentary (1992)
- Hating Hal
- The Flying Car (2002)
- Clerks: The Lost Scene (2004)

### Skuespiller
- Clerks
- Mallrats
- Drawing Flies
- Chasing Amy
- Dogma
- Scream 3
- Vulgar
- Jay and Silent Bob Strike Back
- Daredevil
- Doogal
- Now You Know
- Clerks II
- Southland Tales
- Bottom's Up
- Live Free or Die Hard
- Catch and Release
- Veronica Mars 1 Episode
- Tail Lights Fade
- Joey 1 episode
- Law & Order: "Black, White and Blue"
- Clerks: The Animated Series 6 episoder
- Hardware: Uncensored Music Videos - Hip Hop Volume 1
- Yes, Dear 1 episode
- Manchild Pilot
- Duck Dodgers 1 Episode
- Degrassi: The Next Generation 5 episoder
- TMNT
- Live Free or Die Hard
- Big Helium Dog
- Electric Playground 1 episode
- Untitled Kevin Smith Horror Project 2008
- Hating Hal 1 episode

### Klipper
- Clerks II (2006)
- Jersey Girl (2004)
- Jay and Silent Bob Strike Back (2001)
- Dogma (1999)
- Chasing Amy (1997)
- Clerks (1994)
- Mae Day: The Crumbling of a Documentary(1992)
- Hating Hal
- The Flying Car (2002)
- Clerks: The Lost Scene (2004)

### Musikvideoer
- Can't Even Tell af Soul Asylum som Silent Bob
- Build Me Up Buttercup af The Goops som Silent Bob
- Because I Got High af Afroman som Silent Bob
- Kick Some Ass af Stroke 9 som Silent Bob

## View Askiniverse
Kevin Smiths filmer i hans New Jersey-trilogi (som nu tæller fem film), tegneserier og hans animationsserie foregår alle i det samme geografiske område (rundt i byerne Leonardo og Red Bank) og har flere gennemgående figurer og hændelser. Smith bruger også faste skuespillere (som er blevet venner med Smith på et eller andet tidspunkt) i filmene.
Fællesnævnere i View Askiniverse
- Jay and Silent Bob – De to heterofile livspartnerene og dopesælgere, spillet af Jason Mewes og Kevin Smith. Jay er prangende og snakker nonstop, mens Bob (som navnet tilsiger) snakker meget sjældent, men når han først siger noget er det vældig velovervejet.
- Julia Dwyers død – Julia Dwyer døde af slag mens hun svømmede i KFUKs svømmebassin. Dante og Randal besøger vaken i Clerks., mens Brandi hendes tager hendes plads i datingshowet i Mallrats siden hun døde aftenen før. Hun var en veninderne af Alyssa i Chasing Amy, og ambulancen vises i en episode af Jay and Silent Bob-tegneserien.
- Fettrene Hicks – Brian O'Halloran spiller altid et medlem af Hicks familien i Smiths-film
  - Clerks., Jay and Silent Bob Strike Back, Clerks II – Dante Hicks
  - Mallrats – Gill Hicks, en af deltagerne i datingshowet
  - Chasing Amy – Jim Hicks, chefen for et animationsstudie som vil lave en Bluntman and Chronic-serie
  - Dogma – Grant Hicks, nyhedsreporter
- Søstrene Jones
  - Heather Jones dater Ricke Derris i Clerks.
  - Patricia Jones dater Silent Bob, Shannon Hamilton og La Fours i Mallrats
  - Alyssa Jones dater Caitin Bree, Rick Derris og Holden McNeil i Chasing Amy
  - Patricie og Alyssa er til premieren af Bluntman and Chronic i Jay and Silent Bob Strike Back
  - Patricia lader Jay og Silent Bob overnatte i Clerks: Chasing Dogma-tegneserien. Her kan alle tre søstre ses samtidigt.
- Moby – den gyldne kalv – Moby er en børne-TV figur baseret på Barney the dinosaur. Mest fremtrædende i Dogma, Jay and Silent Bob Strike Back og tegneserierne
- Hockey
- Star Wars
- Jaws
- Tallet 37

Skuespillere som går igen
- Joey Lauren Adams – Gwen Turner i Mallrats, Alyssa Jones i Chasing Amy og Jay and Silent Bob Strike Back
- Ben Affleck – Shannon Hamilton i Mallrats, Holden McNeil i Chasing Amy og Jay and Silent Bob Strike Back, Bartleby i Dogma, sig selv i Jay and Silent Bob Strike Back, kunde i Clerks II
- Jeff Anderson – Randal Graves i Clerks., Jay and Silent Bob Strike Back og Clerks II, våbensælger i Dogma
- George Carlin – Cardinal Glick i Dogma, blaffer i Jay and Silent Bob Strike Back
- Matt Damon – Shawn Owen Exec 2 i Chasing Amy, Loki i Dogma; sig selv i Jay and Silent Bob Strike Back
- Shannen Doherty – Rene i Mallrats, sig selv i Jay and Silent Bob Strike Back
- Dwight Ewell – Hooper X a.k.a Hooper LaMount i Chasing Amy og Jay and Silent Bob Strike Back, Kan the Gang Leader i Dogma
- Walt Flanagan – Woollen Cap Smoker/Egg man/Offended Customer/Cat Admiring Bitter Customer i Clerks., Stage Hand i Mallrats, Walt the Fanboy i Mallrats, Dogma, og Jay and Silent Bob Strike Back
- Ed Hapstak – Sanford/Angry Mourner i Clerks., Rob Feature i Mallrats
- Renee Humphry – Trisha Jones i Mallrats og Jay and Silent Bob Strike Back
- Bryan Johnson – Steve-Dave i Mallrats, Dogma og Jay and Silent Bob Strike Back
- Carmen Lee – Kim i Chasing Amy, Redheaded Beauty i Jay and Silent Bob Strike Back
- Jason Lee – Brodie i Mallrats og Jay and Silent Bob Strike Back, Banky Edwards i Chasing Amy og Jay and Silent Bob Strike Back, Azreal i Dogma; Lance i Clerks II
- Jason Mewes – Jay i Clerks., Mallrats, Chasing Amy, Dogma, Jay and Silent Bob Strike Back og Clerks II
- Alanis Morrissette – Gud in Dogma og Jay and Silent Bob Strike Back
- Scott Mosier – Angry Hockey Playing Customer i Clerks, Willam Black i Clerks. og Jay and Silent Bob Strike Back, Roddy i Mallrats, Tracer Collector i Chasing Amy, Smooching Seaman i Dogma, Assistant AD i Jay and Silent Bob Strike Back
- Brian O'Halloran – Dante Hicks in Clerks., Jay and Silent Bob Strike Back og Clerks II, Gill Hicks in Mallrats, Jim Hicks i Chasing Amy, Grant Hicks i Dogma
- Vincent Pereira – Hockey goalie/engagement savvy customer i Clerks., Startled Pinball player i Chasing Amy, Extra i Dogma, Quick Stop Customer i Jay and Silent Bob Strike Back
- Chris Rock – Rufus i Dogma, Chaka Luther King i Jay and Silent Bob Strike Back
- Kevin Smith – Silent Bob in Clerks., Mallrats, Chasing Amy, Dogma, Jay and Silent Bob Strike Back og Clerks II
- Ethan Suplee – Willam Black i Mallrats, Fan i Chasing Amy, Gologathan (stemme) i Dogma
- Guinevere Turner – Sanger i Chasing Amy, Billettselger i Dogma

## References
1. ↑  Silent Bob Speaks.com (engelsk)